# Tephronia
Tephronia is een geslacht van vlinders van de familie spanners (Geometridae), uit de onderfamilie Ennominae.

## Soorten
- T. aethiopica Herbulot, 1983
- T. codetaria (Oberthur, 1881)
- T. corticaria Schiffermüller, 1775
- T. cremiaria Freyer, 1838
- T. cyrnea (Schawerda, 1932)
- T. duercki Reisser, 1933
- T. espaniola (Schawerda, 1931)
- T. fingalata Millière, 1874
- T. gracilaria (Boisduval, 1840)
- T. minutaria Turati, 1934
- T. nigrolineata Zerny, 1874
- T. oranaria Staudinger, 1892
- T. praerecta Wehrli, 1933
- T. sepiaria (Hufnagel, 1767)
- T. sicula (Wehrli, 1933)